# Bundestagswahlkreis Leverkusen – Köln IV
Der Wahlkreis Leverkusen – Köln IV (Wahlkreis 100; bis zur Bundestagswahl 2021 Wahlkreis 101) ist ein Bundestagswahlkreis in Nordrhein-Westfalen. Er umfasst die kreisfreie Stadt Leverkusen und den Stadtbezirk 9 Mülheim der kreisfreien Stadt Köln.

## Wahlkreisgeschichte
Der Wahlkreis existiert erst seit der Bundestagswahl 2002. Zuvor bildete die Stadt Leverkusen mit den Gemeinden Burscheid und Leichlingen (Rheinland) aus dem Rheinisch-Bergischen Kreis den Wahlkreis Leverkusen – Rheinisch-Bergischer Kreis II. Der Kölner Stadtbezirk Mülheim gehörte zum Wahlkreis Köln IV. Bei den Wahlen 2002, 2005 und 2009 besaß der Wahlkreis die Nummer 102, bei den Wahlen 2013, 2017 und 2021 die Nummer 101 und zur Bundestagswahl 2025 erhielt er die Nummer 100.

## Wahlkreisabgeordnete
| Wahl | Abgeordneter | Abgeordneter    | Partei | Stimmen in |
| ---- | ------------ | --------------- | ------ | ---------- |
| 2002 |              | Ernst Küchler   | SPD    | 49,8       |
| 2005 |              | Karl Lauterbach | SPD    | 49,0       |
| 2009 | 37,1         | Karl Lauterbach | SPD    |            |
| 2013 | 41,3         | Karl Lauterbach | SPD    |            |
| 2017 | 38,7         | Karl Lauterbach | SPD    |            |
| 2021 | 45,6         | Karl Lauterbach | SPD    |            |
| 2025 | 32,7         | Karl Lauterbach | SPD    |            |

## Wahlergebnisse

### Bundestagswahl 2025
Der Wahlkreis trägt bei der Bundestagswahl 2025 die Nummer 100. Zur Wahl standen:
| Kandidaten                      | Kandidaten                   | Parteien/Listen     | Erststimmen | Erststimmen | Zweitstimmen | Zweitstimmen |
| Kandidaten                      | Kandidaten                   | Parteien/Listen     | Stimmen     | %           | Stimmen      | %            |
| ------------------------------- | ---------------------------- | ------------------- | ----------- | ----------- | ------------ | ------------ |
|                                 | Karl Lauterbachgewählt im WK | SPD                 | 53.574      | 32,7        | 34.871       | 21,2         |
|                                 | Siegmar Heß                  | CDU                 | 41.855      | 25,6        | 40.450       | 24,6         |
|                                 | Nyke Slawik                  | GRÜNE               | 18.081      | 11,0        | 23.355       | 14,2         |
|                                 | Rolf William Albach          | FDP                 | 5.102       | 3,1         | 6.418        | 3,9          |
|                                 | Yannick Niels Noe            | AfD                 | 25.439      | 15,5        | 25.392       | 15,5         |
|                                 | Vedat Akter                  | Die Linke           | 14.848      | 9,1         | 19.137       | 11,6         |
|                                 | –                            | Tierschutzpartei    | –           | –           | 2.106        | 1,3          |
|                                 | –                            | Die PARTEI          | –           | –           | 1.100        | 0,7          |
|                                 | –                            | dieBasis            | –           | –           | 364          | 0,2          |
|                                 | –                            | Team Todenhöfer     | –           | –           | 409          | 0,2          |
|                                 | Jörg Badura                  | Freie Wähler        | 1.984       | 1,2         | 695          | 0,4          |
|                                 | Friedrich Jeschke            | Volt                | 2.558       | 1,6         | 1.475        | 0,9          |
|                                 | Reiner Dworschak             | MLPD                | 330         | 0,2         | 117          | 0,1          |
|                                 | –                            | PdF                 | –           | –           | 287          | 0,2          |
|                                 | –                            | Bündnis Deutschland | –           | –           | 169          | 0,1          |
|                                 | –                            | BSW                 | –           | –           | 7.786        | 4,7          |
|                                 | –                            | MERA25              | –           | –           | 100          | 0,1          |
|                                 | –                            | WerteUnion          | –           | –           | 103          | 0,1          |
| Gesamt                          | Gesamt                       | Gesamt              | 163.771     | 100         | 164.334      | 100          |
|                                 |                              |                     |             |             |              |              |
| Ungültige Stimmen               | Ungültige Stimmen            | Ungültige Stimmen   | 1.595       | 1,0         | 1.032        | 0,6          |
| Wähler                          | Wähler                       | Wähler              | 165.366     | 80,2        | 165.366      | 80,2         |
| Wahlberechtigte                 | Wahlberechtigte              | Wahlberechtigte     | 206.279     |             | 206.279      |              |
|                                 |                              |                     |             |             |              |              |
| Quellen: Die Bundeswahlleiterin |                              |                     |             |             |              |              |

### Bundestagswahl 2021
Der Wahlkreis trug bei der Bundestagswahl 2021 die Nummer 101. Die Wahl hatte folgendes Ergebnis:
| Kandidaten                    | Kandidaten                   | Parteien/Listen      | Erststimmen | Erststimmen | Zweitstimmen | Zweitstimmen |
| Kandidaten                    | Kandidaten                   | Parteien/Listen      | Stimmen     | %           | Stimmen      | %            |
| ----------------------------- | ---------------------------- | -------------------- | ----------- | ----------- | ------------ | ------------ |
|                               | Serap Güler                  | CDU                  | 31.197      | 20,4        | 33.246       | 21,7         |
|                               | Karl Lauterbachgewählt im WK | SPD                  | 69.662      | 45,6        | 44.586       | 29,1         |
|                               | Cornelia Besser              | FDP                  | 11.050      | 7,2         | 15.931       | 10,4         |
|                               | Christer Cremer              | AfD                  | 10.797      | 7,1         | 10.966       | 7,2          |
|                               | Nyke Slawik                  | GRÜNE                | 17.290      | 11,3        | 29.329       | 19,2         |
|                               | Beate Hane-Knoll             | DIE LINKE            | 5.657       | 3,7         | 7.318        | 4,8          |
|                               | Frauke Claudia Petzold       | Die PARTEI           | 2.782       | 1,8         | 2.076        | 1,4          |
|                               | –                            | Tierschutzpartei     | –           | –           | 2.081        | 1,4          |
|                               | –                            | PIRATEN              | –           | –           | 664          | 0,4          |
|                               | Stephan Heintze              | FREIE WÄHLER         | 1.479       | 1,0         | 918          | 0,6          |
|                               | –                            | NPD                  | –           | –           | 123          | 0,1          |
|                               | –                            | ödp                  | –           | –           | 112          | 0,1          |
|                               | –                            | V-Partei³            | –           | –           | 139          | 0,1          |
|                               | –                            | Gesundheitsforschung | –           | –           | 216          | 0,1          |
|                               | Jonathan Meier               | MLPD                 | 212         | 0,1         | 96           | 0,1          |
|                               | –                            | Die Humanisten       | –           | –           | 124          | 0,1          |
|                               | –                            | DKP                  | –           | –           | 36           | 0,0          |
|                               | –                            | SGP                  | –           | –           | 24           | 0,0          |
|                               | Dirk Sattelmaier             | dieBasis             | 2.222       | 1,5         | 1.715        | 1,1          |
|                               | –                            | Bündnis C            | –           | –           | 100          | 0,1          |
|                               | –                            | du.                  | –           | –           | 98           | 0,1          |
|                               | –                            | LIEBE                | –           | –           | 195          | 0,1          |
|                               | –                            | LKR                  | –           | –           | 36           | 0,0          |
|                               | –                            | PdF                  | –           | –           | 57           | 0,0          |
|                               | –                            | LfK                  | –           | –           | 149          | 0,1          |
|                               | –                            | Team Todenhöfer      | –           | –           | 1.669        | 1,1          |
|                               | –                            | Volt                 | –           | –           | 996          | 0,7          |
|                               | Jacqueline Blum              | Einzelbewerberin     | 412         | 0,3         | –            | –            |
| Gesamt                        | Gesamt                       | Gesamt               | 152.760     | 100         | 153.000      | 100          |
|                               |                              |                      |             |             |              |              |
| Ungültige Stimmen             | Ungültige Stimmen            | Ungültige Stimmen    | 1.403       | 0,9         | 1.163        | 0,8          |
| Wähler                        | Wähler                       | Wähler               | 154.163     | 73,7        | 154.163      | 73,7         |
| Wahlberechtigte               | Wahlberechtigte              | Wahlberechtigte      | 209.102     |             | 209.102      |              |
|                               |                              |                      |             |             |              |              |
| Quellen: Der Bundeswahlleiter |                              |                      |             |             |              |              |

### Bundestagswahl 2017
Der Wahlkreis trug bei der Bundestagswahl 2017 die Nummer 101. Die Wahl hatte folgendes Ergebnis:
| Kandidaten                    | Kandidaten                   | Parteien/Listen      | Erststimmen | Erststimmen | Zweitstimmen | Zweitstimmen |
| Kandidaten                    | Kandidaten                   | Parteien/Listen      | Stimmen     | %           | Stimmen      | %            |
| ----------------------------- | ---------------------------- | -------------------- | ----------- | ----------- | ------------ | ------------ |
|                               | Helmut Nowak                 | CDU                  | 47.272      | 30,8        | 58.201       | 37,9         |
|                               | Karl Lauterbachgewählt im WK | SPD                  | 59.373      | 38,7        | 41.671       | 27,1         |
|                               | Lisa-Marie Friede            | GRÜNE                | 8.722       | 5,7         | 13.472       | 8,8          |
|                               | Beate Hane-Knoll             | DIE LINKE            | 9.430       | 6,1         | 14.284       | 9,3          |
|                               | Rolf William Albach          | FDP                  | 10.114      | 6,6         | 18.719       | 12,2         |
|                               | Günter Theodor Witzmann      | AfD                  | 13.408      | 8,7         | 14.970       | 9,7          |
|                               | –                            | PIRATEN              | –           | –           | 774          | 0,5          |
|                               | –                            | NPD                  | –           | –           | 352          | 0,2          |
|                               | Mark Benecke                 | Die PARTEI           | 3.990       | 2,6         | 2.102        | 1,4          |
|                               | –                            | FREIE WÄHLER         | –           | –           | 373          | 0,2          |
|                               | –                            | Volksabstimmung      | –           | –           | 192          | 0,1          |
|                               | –                            | ödp                  | –           | –           | 155          | 0,1          |
|                               | Ernst Albert Herbert         | MLPD                 | 350         | 0,2         | 207          | 0,1          |
|                               | –                            | SGP                  | –           | –           | 28           | 0,0          |
|                               | –                            | AD-DEMOKRATEN        | –           | –           | 1.007        | 0,7          |
|                               | –                            | BGE                  | –           | –           | 176          | 0,1          |
|                               | –                            | DiB                  | –           | –           | 265          | 0,2          |
|                               | –                            | DKP                  | –           | –           | 36           | 0,0          |
|                               | –                            | DM                   | –           | –           | 164          | 0,1          |
|                               | –                            | Die Humanisten       | –           | –           | 116          | 0,1          |
|                               | –                            | Gesundheitsforschung | –           | –           | 126          | 0,1          |
|                               | –                            | Tierschutzpartei     | –           | –           | 1.153        | 0,8          |
|                               | –                            | V-Partei³            | –           | –           | 194          | 0,1          |
|                               | Daniel Sebastian Werner      | Einzelbewerber       | 861         | 0,6         | –            | –            |
| Gesamt                        | Gesamt                       | Gesamt               | 153.520     | 100         | 153.711      | 100          |
|                               |                              |                      |             |             |              |              |
| Ungültige Stimmen             | Ungültige Stimmen            | Ungültige Stimmen    | 1.619       | 1,0         | 1.428        | 0,9          |
| Wähler                        | Wähler                       | Wähler               | 155.139     | 73,1        | 155.139      | 73,1         |
| Wahlberechtigte               | Wahlberechtigte              | Wahlberechtigte      | 212.212     |             | 212.212      |              |
|                               |                              |                      |             |             |              |              |
| Quellen: Der Bundeswahlleiter |                              |                      |             |             |              |              |

### Bundestagswahl 2013
Der Wahlkreis trug bei der Bundestagswahl 2013 die Nummer 101. Die Wahl hatte folgendes Ergebnis:
| Kandidaten                    | Kandidaten                   | Parteien/Listen        | Erststimmen | Erststimmen | Zweitstimmen | Zweitstimmen |
| Kandidaten                    | Kandidaten                   | Parteien/Listen        | Stimmen     | %           | Stimmen      | %            |
| ----------------------------- | ---------------------------- | ---------------------- | ----------- | ----------- | ------------ | ------------ |
|                               | Helmut Nowak                 | CDU                    | 58.201      | 39,3        | 52.884       | 35,6         |
|                               | Karl Lauterbachgewählt im WK | SPD                    | 61.172      | 41,3        | 48.511       | 32,7         |
|                               | Guido Fischer                | FDP                    | 3.447       | 2,3         | 7.212        | 4,9          |
|                               | Rainer Blum                  | GRÜNE                  | 10.589      | 7,2         | 14.283       | 9,6          |
|                               | Hamide Akbayir               | DIE LINKE              | 8.554       | 5,8         | 10.615       | 7,2          |
|                               | – 1                          | PIRATEN                | –           | –           | 3.816        | 2,6          |
|                               | Bernhard Blankenheim         | NPD                    | 2.450       | 1,7         | 1.578        | 1,1          |
|                               | –                            | REP                    | –           | –           | 177          | 0,1          |
|                               | –                            | Bündnis21/RRP          | –           | –           | 65           | 0,0          |
|                               | –                            | Volksabstimmung        | –           | –           | 315          | 0,2          |
|                               | –                            | ödp                    | –           | –           | 202          | 0,1          |
|                               | Ernst Albert Herbert         | MLPD                   | 398         | 0,3         | 164          | 0,1          |
|                               | –                            | BüSo                   | –           | –           | 30           | 0,0          |
|                               | –                            | PSG                    | –           | –           | 23           | 0,0          |
|                               | –                            | AfD                    | –           | –           | 5.807        | 3,9          |
|                               | –                            | BIG                    | –           | –           | 277          | 0,2          |
|                               | –                            | pro Deutschland        | –           | –           | 514          | 0,3          |
|                               | –                            | DIE RECHTE             | –           | –           | 16           | 0,0          |
|                               | Bettina Bernhard             | FREIE WÄHLER           | 1.604       | 1,1         | 632          | 0,4          |
|                               | –                            | Partei der Nichtwähler | –           | –           | 230          | 0,2          |
|                               | –                            | PARTEI DER VERNUNFT    | –           | –           | 96           | 0,1          |
|                               | Torsten Arnold Tofahrn       | Die PARTEI             | 1.529       | 1,0         | 993          | 0,7          |
| Gesamt                        | Gesamt                       | Gesamt                 | 147.944     | 100         | 148.440      | 100          |
|                               |                              |                        |             |             |              |              |
| Ungültige Stimmen             | Ungültige Stimmen            | Ungültige Stimmen      | 2.086       | 1,4         | 1.590        | 1,1          |
| Wähler                        | Wähler                       | Wähler                 | 150.030     | 70,1        | 150.030      | 70,1         |
| Wahlberechtigte               | Wahlberechtigte              | Wahlberechtigte        | 214.098     |             | 214.098      |              |
|                               |                              |                        |             |             |              |              |
| Quellen: Der Bundeswahlleiter |                              |                        |             |             |              |              |

### Bundestagswahl 2009
Der Wahlkreis trug bei der Bundestagswahl 2009 die Nummer 102. Die Wahl hatte folgendes Ergebnis:
| Kandidaten                                                                           | Kandidaten                   | Parteien/Listen      | Erststimmen | Erststimmen | Zweitstimmen | Zweitstimmen |
| Kandidaten                                                                           | Kandidaten                   | Parteien/Listen      | Stimmen     | %           | Stimmen      | %            |
| ------------------------------------------------------------------------------------ | ---------------------------- | -------------------- | ----------- | ----------- | ------------ | ------------ |
|                                                                                      | Karl Lauterbachgewählt im WK | SPD                  | 53.517      | 37,1        | 40.982       | 28,3         |
|                                                                                      | Thomas Portz                 | CDU                  | 51.242      | 35,5        | 43.188       | 29,8         |
|                                                                                      | Benedikt Josef Vennemann     | FDP                  | 11.332      | 7,8         | 20.670       | 14,3         |
|                                                                                      | Ulrike Josefine Kessing      | GRÜNE                | 13.386      | 9,3         | 18.064       | 12,5         |
|                                                                                      | Manuel Lindlar               | DIE LINKE            | 11.723      | 8,1         | 13.715       | 9,5          |
|                                                                                      | Bruno Josef Kirchner         | NPD                  | 2.364       | 1,6         | 1.815        | 1,3          |
|                                                                                      | –                            | Die Tierschutzpartei | –           | –           | 1.039        | 0,7          |
|                                                                                      | –                            | FAMILIE              | –           | –           | 712          | 0,5          |
|                                                                                      | –                            | REP                  | –           | –           | 448          | 0,3          |
|                                                                                      | –                            | Volksabstimmung      | –           | –           | 153          | 0,1          |
|                                                                                      | Ernst Albert Herbert         | MLPD                 | 323         | 0,2         | 180          | 0,1          |
|                                                                                      | –                            | PSG                  | –           | –           | 29           | 0,0          |
|                                                                                      | –                            | ZENTRUM              | –           | –           | 76           | 0,1          |
|                                                                                      | –                            | BüSo                 | –           | –           | 42           | 0,0          |
|                                                                                      | –                            | DVU                  | –           | –           | 92           | 0,1          |
|                                                                                      | –                            | ödp                  | –           | –           | 160          | 0,1          |
|                                                                                      | –                            | PIRATEN              | –           | –           | 2.578        | 1,8          |
|                                                                                      | –                            | RRP                  | –           | –           | 292          | 0,2          |
|                                                                                      | –                            | RENTNER              | –           | –           | 620          | 0,4          |
|                                                                                      | Jan Dieckmann                | Einzelbewerber       | 529         | 0,4         | –            | –            |
| Gesamt                                                                               | Gesamt                       | Gesamt               | 144.416     | 100         | 144.855      | 100          |
|                                                                                      |                              |                      |             |             |              |              |
| Ungültige Stimmen                                                                    | Ungültige Stimmen            | Ungültige Stimmen    | 2.044       | 1,4         | 1.605        | 1,1          |
| Wähler                                                                               | Wähler                       | Wähler               | 146.460     | 68,7        | 146.460      | 68,7         |
| Wahlberechtigte                                                                      | Wahlberechtigte              | Wahlberechtigte      | 213.303     |             | 213.303      |              |
|                                                                                      |                              |                      |             |             |              |              |
| Quellen: Der Bundeswahlleiter, Die Landeswahlleiterin des Landes Nordrhein-Westfalen |                              |                      |             |             |              |              |

### Bundestagswahl 2005
Der Wahlkreis trug bei der Bundestagswahl 2005 die Nummer 102. Die Wahl hatte folgendes Ergebnis:
| Kandidaten                                                                 | Kandidaten                   | Parteien/Listen      | Erststimmen | Erststimmen | Zweitstimmen | Zweitstimmen |
| Kandidaten                                                                 | Kandidaten                   | Parteien/Listen      | Stimmen     | %           | Stimmen      | %            |
| -------------------------------------------------------------------------- | ---------------------------- | -------------------- | ----------- | ----------- | ------------ | ------------ |
|                                                                            | Karl Lauterbachgewählt im WK | SPD                  | 78.235      | 49,0        | 66.721       | 41,8         |
|                                                                            | Helmut Nowak                 | CDU                  | 57.271      | 35,9        | 47.453       | 29,7         |
|                                                                            | Manfred Wolf                 | FDP                  | 6.248       | 3,9         | 16.015       | 10,0         |
|                                                                            | Reinhard Loske               | GRÜNE                | 8.425       | 5,3         | 15.856       | 9,9          |
|                                                                            | Ursula „Ulla“ Lötzer         | Die Linke            | 7.050       | 4,4         | 8.856        | 5,5          |
|                                                                            | –                            | REP                  | –           | –           | 522          | 0,3          |
|                                                                            | –                            | Die Tierschutzpartei | –           | –           | 716          | 0,4          |
|                                                                            | Ralf Lieberz                 | NPD                  | 1.689       | 1,1         | 1.430        | 0,9          |
|                                                                            | –                            | FAMILIE              | –           | –           | 661          | 0,4          |
|                                                                            | –                            | GRAUE                | –           | –           | 887          | 0,6          |
|                                                                            | –                            | PBC                  | –           | –           | 145          | 0,1          |
|                                                                            | –                            | ZENTRUM              | –           | –           | 46           | 0,0          |
|                                                                            | –                            | BüSo                 | –           | –           | 50           | 0,0          |
|                                                                            | –                            | Deutschland          | –           | –           | 169          | 0,1          |
|                                                                            | Karl-Heinz Kunkel            | MLPD                 | 280         | 0,2         | 170          | 0,1          |
|                                                                            | –                            | PSG                  | –           | –           | 89           | 0,1          |
|                                                                            | Luz Jahnen                   | HP                   | 355         | 0,2         | –            | –            |
| Gesamt                                                                     | Gesamt                       | Gesamt               | 159.553     | 100         | 159.786      | 100          |
|                                                                            |                              |                      |             |             |              |              |
| Ungültige Stimmen                                                          | Ungültige Stimmen            | Ungültige Stimmen    | 1.704       | 1,1         | 1.471        | 0,9          |
| Wähler                                                                     | Wähler                       | Wähler               | 161.257     | 75,7        | 161.257      | 75,7         |
| Wahlberechtigte                                                            | Wahlberechtigte              | Wahlberechtigte      | 213.112     |             | 213.112      |              |
|                                                                            |                              |                      |             |             |              |              |
| Quellen: Die Landeswahlleiterin des Landes Nordrhein-Westfalen, Stadt Köln |                              |                      |             |             |              |              |

### Bundestagswahl 2002
Der Wahlkreis trug bei der Bundestagswahl 2002 die Nummer 102. Die Wahl hatte folgendes Ergebnis:
| Kandidaten                                                                                           | Kandidaten                 | Parteien/Listen   | Erststimmen | Erststimmen | Zweitstimmen | Zweitstimmen |
| Kandidaten                                                                                           | Kandidaten                 | Parteien/Listen   | Stimmen     | %           | Stimmen      | %            |
| --- | -------------------------- | ----------------- | ----------- | ----------- | ------------ | ------------ |
| | Ernst Küchlergewählt im WK | SPD               | 80.624      | 49,8        | 73.726       | 45,4         |
| | Helmut Nowak               | CDU               | 55.241      | 34,1        | 50.482       | 31,1         |
| | Susanne Kayser             | FDP               | 9.806       | 6,1         | 14.385       | 8,9          |
| | Reinhard Loske             | GRÜNE             | 12.239      | 7,6         | 17.719       | 10,9         |
| | Hamide Akbayir             | PDS               | 1.985       | 1,2         | 2.421        | 1,5          |
| | –                          | REP               | –           | –           | 541          | 0,3          |
| | Hans Fischer               | GRAUE             | 1.352       | 0,8         | 654          | 0,4          |
| | –                          | Tierschutz        | –           | –           | 494          | 0,3          |
| | –                          | FAMILIE           | –           | –           | 304          | 0,2          |
| | –                          | NPD               | –           | –           | 488          | 0,3          |
| | –                          | PBC               | –           | –           | 166          | 0,1          |
| | –                          | ödp               | –           | –           | 53           | 0,0          |
| | –                          | CM                | –           | –           | 45           | 0,0          |
| | –                          | DIE FRAUEN        | –           | –           | 106          | 0,1          |
| | –                          | BüSo              | –           | –           | 41           | 0,0          |
| | –                          | Die Violetten     | –           | –           | 28           | 0,0          |
| | –                          | ZENTRUM           | –           | –           | 33           | 0,0          |
| | –                          | HP                | –           | –           | 44           | 0,0          |
| | Apollinaris Menne          | Schill            | 773         | 0,5         | 777          | 0,5          |
| Gesamt                                                                                               | Gesamt                     | Gesamt            | 162.020     | 100         | 162.507      | 100          |
| |                            |                   |             |             |              |              |
| Ungültige Stimmen                                                                                    | Ungültige Stimmen          | Ungültige Stimmen | 1.606       | 1,0         | 1.119        | 0,7          |
| Wähler                                                                                               | Wähler                     | Wähler            | 163.626     | 77,0        | 163.626      | 77,0         |
| Wahlberechtigte                                                                                      | Wahlberechtigte            | Wahlberechtigte   | 212.452     |             | 212.452      |              |
| |                            |                   |             |             |              |              |
| Quellen: Die Landeswahlleiterin des Landes Nordrhein-Westfalen, Internet Initiative Leverkusen e. V. |                            |                   |             |             |              |              |